# Le Palais de la Renommée
Le Palais de la Renommée (House of Fame en anglais moderne et Hous of Fame dans l'orthographe originale, traduit aussi sous le nom de Palais de Renommée et Temple de la Renommée) est un poème en moyen anglais de Geoffrey Chaucer, probablement écrit entre 1374 et 1385, ce qui en fait l'une de ses premières œuvres. Il a probablement été écrit après Le livre de la duchesse, bien que la place de ce texte dans la chronologie des premiers poèmes de Chaucer reste incertaine.
Le Palais de la Renommée compte plus de 2 005 octosyllabes répartis en trois livres et prend la forme d'une vision onirique. Lorsqu'il s'endort, le poète se retrouve dans un temple de verre orné d'images de célébrités et de représentation de leurs actes. Guidé par un aigle, il médite sur la nature et la fiabilité de la renommée. Cela permet à Chaucer d'examiner le rôle du poète dans le récit de la vie des célébrités et sur la part de vérité de ce récit.

## Résumé
L’œuvre commence par un poème dans lequel Chaucer médite sur la nature des rêves et leurs causes. Il annonce qu'il va raconter à son public son « merveilleux » rêve « en entier ».
Chaucer invoque alors le dieu du sommeil en demandant que personne ne se méprenne sur le sens de son rêve, que ce soit par ignorance ou par mépris.
Le premier livre commence lorsque, dans la nuit du 10 décembre, Chaucer fait un rêve où il se trouve à l'intérieur d'un temple bâti en verre, rempli de magnifiques œuvres d'art. Après avoir vu une image de Vénus, Vulcain et Cupidon, il en déduit qu'il s'agit d'un temple dédié à Vénus. Chaucer explore le temple jusqu'à trouver un tableau relatant l'Énéide .
Chaucer raconte en détail l’histoire de la trahison de Didon par Énée, puis évoque d’autres femmes de la mythologie grecque qui sont mortes après avoir été trahies par leurs amants. Il donne l'exemple des histoires de Démophon d'Athènes et de Phyllis, d'Achille et de Briséis, de Pâris et d'Œnone, de Jason et d'Hypsipyle puis Médée, d'Hercule et de Déjanire, et enfin de Thésée et d'Ariane. Ce passage préfigure l'intérêt de Chaucer pour les femmes trompées qui sera le thème de La légende des femmes vertueuses, écrit au milieu des années 1380.
Chaucer finit raconter l'Énéide à partir du tableau, puis décide de sortir chercher quelqu'un qui puisse lui dire où il se trouve. Il découvre qu'à l'extérieur du temple se trouve un terrain vague complètement vide et prie le Christ de le sauver de ses hallucinations et de cette illusion. Il lève les yeux vers le ciel et voit un aigle royal descendre vers lui, marquant la fin du premier livre.
Au début du second livre, Chaucer tente de fuir l'aigle, mais celui-ci le rattrape et le soulève dans les airs. Chaucer s'évanouit, mais l'aigle le réveille en l'appelant par son nom. L'aigle explique qu'il est un serviteur de Jupiter, qui cherche à récompenser Chaucer pour sa dévotion à Vénus et Cupidon en l'emmenant au palais attitré de la déesse Renommée, qui entend tout ce qui se passe dans le monde.
Chaucer est sceptique sur le fait que la Renommée puisse tout entendre, incitant l'aigle à expliquer comment une telle chose est possible. Selon l'aigle, le Palais de la Renommée est la «demeure naturelle» du son . Le concept de demeure naturelle expliquait le fonctionnement de la gravité : dans sa chute, une pierre finit toujours par atteindre le sol, quelle que soit la hauteur d'où elle choit ; la fumée monte nécessairement dans les airs ; et les rivières mènent toujours à la mer. Étant donné que le son est de l'«air brisé», il est léger et donc de nature à s'élever dans les airs, d'où le fait que sa demeure naturelle se trouve très certainement aux cieux. L'aigle en donne une autre preuve en comparant le son à une onde .
Plus tard, l'aigle propose à Chaucer de lui en dire plus sur les étoiles, mais Chaucer refuse au prétexte qu'il est trop vieux.
Ils arrivent au pied du palais de la Renommée au début du troisième livre. Chaucer décrit alors ce qu'il voit : le palais de la Renommée est construit au sommet d'un rocher massif qui, observé de près, s'avère être fait de glace où sont gravés les noms des célébrités. Il remarque que de nombreux autres noms écrits dans la glace ont fondu au point d'être devenus illisibles, et déduit qu'ils ont fondu faute d'être à l'ombre du palais.
Chaucer gravit la colline et voit le palais de la Renommée et des milliers de musiciens mythologiques en train de jouer. Il entre dans le palais et voit la Renommée. Il la dépeint avec d'innombrables langues, yeux et oreilles, pour représenter le rôle joué par la parole, la vue et l'écoute dans la célébrité. Elle a également des ailes de perdrix sur ses talons, pour représenter la vitesse à laquelle la renommée peut se déplacer.
Chaucer observe la Renommée alors qu'elle distribue renommée et infamie à des groupes de personnes qui arrivent, qu'ils le méritent ou non et qu'ils le désirent ou non. Après chacun des jugements de la Renommée, le dieu des vents du nord, Éole, souffle l'une des deux trompettes: «Claire Louange», pour donner la renommée, et «Calomnie» pour donner l'infamie aux demandeurs. À un moment donné, un homme, probablement Érostrate, demande l'infamie, ce que la Renommée lui accorde.
Bientôt, Chaucer quitte le palais, et est emmené par un homme anonyme dans un «endroit où [Chaucer] devrait entendre beaucoup de choses». Dans une vallée à l'extérieur du palais, Chaucer aperçoit une grande maison en osier qui tourne rapidement sur elle-même et qui lui semble faire plusieurs kilomètres de long. La maison fait un bruit énorme en tournant, et Chaucer remarque que "si la maison s'était trouvée sur l'Oise, je crois qu'on aurait pu l'entendre facilement jusqu'à Rome ".
Chaucer entre dans la maison et voit une gigantesque foule de personnes, représentant la propagation de rumeurs. Il passe un moment à écouter tous les mensonges et toute la vérité, puis la foule se tait à l'approche d'un homme anonyme que Chaucer pense être d'une «grande autorité». Le poème prend alors fin, et l'identité de cet homme reste un mystère.

## Les colonnes de la Renommée
Le palais de la Renommée est soutenue par de grandes colonnes, au sommet desquelles se trouvent des poètes et érudits célèbres, qui portent sur leurs épaules la renommée de leurs histoires les plus connues.
- Flavius Josèphe, un spécialiste de l'histoire juive, debout sur une colonne de plomb et de fer et tenant la renommée du peuple juif. Il est accompagné de sept anonymes qui l'aident à porter le fardeau. Chaucer remarque que la raison du matériau de la colonne est que le fer est le métal de Mars et le plomb est le métal de Saturne .
- Stace, sur un pilier de fer couvert de sang de tigre, soutenant la renommée de Thèbes et du «cruel Achille».
- Sur un pilier de fer, soutenant la renommée de Troie : Homère, Darès le Phryien, Dictys de Crète, Lollius, Guido delle Colonne et Geoffroy de Monmouth .
- Chaucer note une certaine mauvaise volonté parmi eux. L'un prétend que «l'histoire d'Homère n'était qu'une fable, et qu'il disait des mensonges, composait des mensonges dans ses poèmes, et qu'il favorisait les Grecs».
- Virgile sur une colonne de fer étamé de couleurs vives.
- Ovide sur une colonne de cuivre.
- Lucain sur une colonne de fer, tenant la renommée de Jules César et Pompée, accompagné d'un certain nombre d'historiens romains.
- Claudien sur un pilier de soufre, tenant la renommée de Pluton et Proserpine .

## Analyse
Le poème marque le début de la période italienne de Chaucer, faisant écho aux œuvres de Boccace, d'Ovide, à l'Énéide de Virgile et à la Divine Comédie de Dante . Sa structure en trois parties et ses références à diverses personnalités suggèrent que le poème était peut-être pensé comme une parodie de la Divine Comédie . Le poème semble également être influencé par la Consolation de Philosophie de Boèce.  L'œuvre montre une avancée significative dans l'art de Chaucer par rapport au précédent Livre de la Duchesse . À la fin de cette œuvre, «l'homme de grande autorité» qui rapporte des nouvelles d'amour a été vu comme une allusion au mariage de Richard II et Anne de Bohême, soit aux fiançailles de Philippa de Lancastre et de Jean Ier de Portugal, mais cela est difficile à confirmer en raison du traitement souvent irrévérencieux des grands événements par Chaucer. D'autres érudits ont avancé l'hypothèse que l'homme de grande autorité est Élie, ou un autre des prophètes hébreux. Comme plusieurs autres œuvres de Chaucer, le Palais de la Renommée est apparemment inachevé, bien qu'il soit incertain que la fin soit effectivement restée incomplète, a été perdue, ou est un artifice rhétorique délibéré.
Ce poème contient les premières occurrences connues des termes galaxie et Voie lactée dans la langue anglaise :
See yonder, lo, the Galaxyë
 Which men clepeth the Milky Wey,
 For hit is whyt. (« Vois là, plus loin, la Galaxie
 Que les hommes appellent voie lactée,
 Car elle est blanche. »)
En 1609, Ben Jonson et Inigo Jones reprirent le motif du « Palais de la Renommée » pour leur « Masque of Queens » commandé par Anne de Danemark, la reine consort de Jacques VI et Ier, qui joua dans le masque. Le Palais de la Renommée a été adapté au XVIIIe siècle par Alexander Pope dans Le Temple de la renommée: une vision . John Skelton a fait une correction antérieure à la vision de Chaucer de la Renommée, de la rumeur et de la fortune avec son A Garlande of Laurell .

## Manuscrits du texte
Trois manuscrits complets actuellement connus du texte en moyen anglais :
- Oxford, Bodleian Library, Fairfax 16 (mi-XVe siècle)[6]
- Bodley 638  (troisième quart du XVe siècle)[7]
- Pepys 2006 (décennie 1460)[8]